# Bathypathes bifida
Bathypathes bifida är en korallart som beskrevs av Thompson 1905. Bathypathes bifida ingår i släktet Bathypathes och familjen Schizopathidae.
Artens utbredningsområde är Södra Ishavet. Inga underarter finns listade i Catalogue of Life.